# Adinda weberi
Adinda weberi là một loài chân đều trong họ Scleropactidae. Loài này được Dollfus miêu tả khoa học năm 1898.